# Leucoptera clerodendrella
Leucoptera clerodendrella là một loài bướm đêm thuộc họ Lyonetiidae. Nó được tìm thấy ở Nam Phi.
Ấu trùng ăn Clerodendrum glabrum.